# Gerede (Bolu)
Gerede (auch Flaviopolis, Geredia, Kratya, Gerdipoli, Gerdüpeboli, Gerdepeboli, Gerdele, in der Antike Cratia) ist ein Ort im Osten der türkischen Provinz Bolu. Die im Stadtsiegel abgebildete Jahreszahl 1871 dürfte auf das Jahr der Erhebung zur Gemeinde (Belediye/Belde) hinweisen.
Im Landkreis Gerede leben 33.561 Einwohner, davon über zwei Drittel (68,66 %) in der Kreisstadt Gerede (23.044 Einwohner). Daneben gibt es 92 Dörfer (Köy) mit durchschnittlich 114 Bewohnern, wobei 27 Dörfer mehr Einwohner als dieser Durchschnitt haben. Die Skala der Einwohnerzahlen reicht von 724 Göynükören heinab bis auf 36. Die Bevölkerungsdichte (31,7) liegt etwas unterhalb des Provinzwertes von 37,9 Einw. je km².
Der Landkreis grenzt im Norden an den Kreis Mengen, im Osten an die Kreise Dörtdivan und Yeniçağa sowie im Südwesten an den Kreis Kıbrıscık. Extern grenzt er im Nordosten an die Provinz Karabük, im Osten an die Provinz Çankırı und im Südosten an die Provinz Ankara. Gerede war einmal der größte Landkreis in der Provinz, büßte aber 1990 durch die Abspaltung der Kreise Dörtdivan und Yeniçağa etwa 43 Prozent seiner Fläche ein.
Gerede liegt im waldigen Gebiet der Provinz Bolu am Fluss Gerede, einem Teil des Soğanlı Çayı. Der 1680 Meter hohe Berg Arkut liegt fünf Kilometer nördlich der Stadt. Die Gegend ist bekannt für Wintersport.
Die Region wurde von den Bithyniern, Kelten, Lydiern, Persern, Makedoniern, Römern und Byzantinern besiedelt.
Durch den Landkreis führt die  E 80 von Istanbul in den Osten der Türkei, am Autobahndreieck Gerede zweigt davon die  E 89 nach Ankara ab.

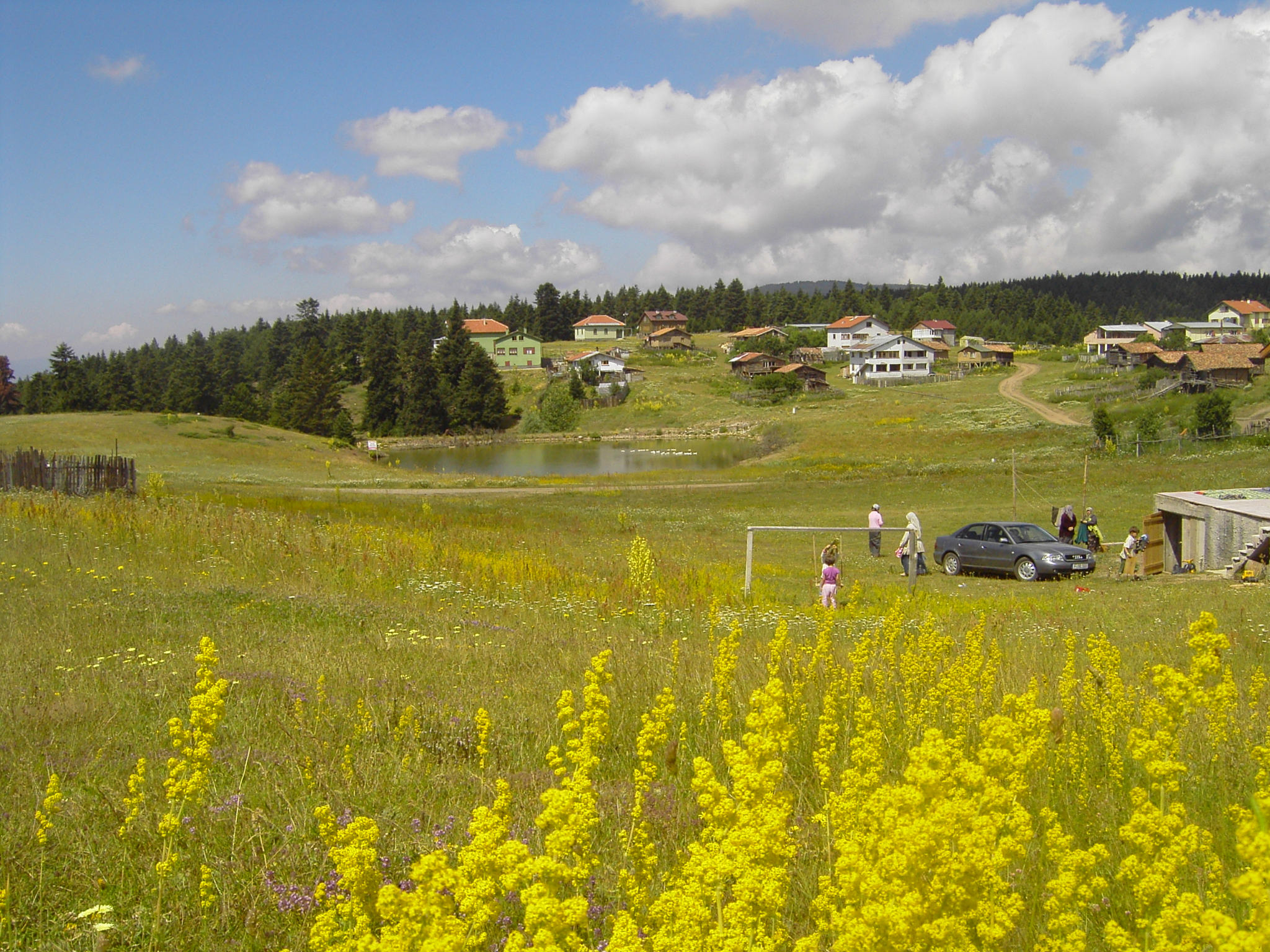
Zum Dorf Afşartarakçı bei Gerede gehörende Alm

## Sehenswürdigkeiten
- Uhrturm von 1882
- Alte Brunnen / Çesmeler
- Asar Kalesi (Burg)
- Keci Kalesi (Burg)
- Kiliseli Han (Byzantinisches Bauwerk)